# 符号化開口
符号化開口（ふごうかかいこう、coded aperture）とは、撮影手法。

## 概要
撮影のための光学系の前に幾何学模様や乱数のマスクを設置して撮影して得られた画像を画像処理して画像を得る。従来はX線撮像技術で用いられてきたが、コンピュータの高性能化により、近年では可視光領域での応用事例が増えつつある。
空間変数に沿った符号化は符号化開口と呼ばれるのに対して、時間変数tに沿った符号化は符号化露光と呼ばれる。

## 特徴
- 限られた画素数で分解能を高めることが可能。
- 3次元の情報を得られる[4]。

## 用途
- X線断層撮影
- ポジトロン放射断層撮影